# Thüringer Landesausstellung

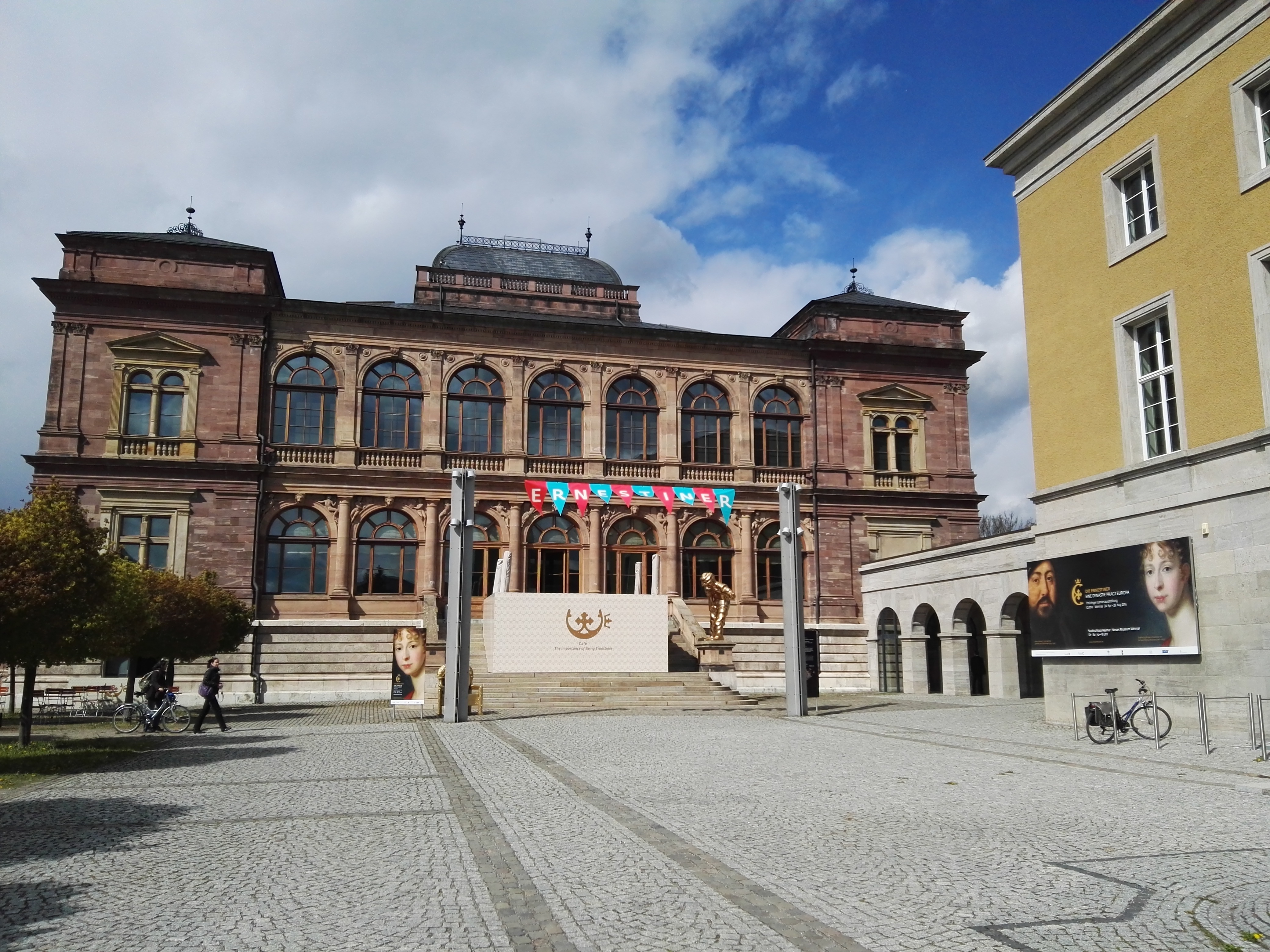
Ausstellungsort in Weimar 2016

Die Thüringer Landesausstellungen sind vom Freistaat Thüringen geförderte Ausstellungsprojekte zu besonderen Themen und Anlässen der Thüringischen Landesgeschichte.

## Liste der Thüringer Landesausstellungen
- Die erste Ausstellung „Der junge Bach – weil er nicht aufzuhalten …“ widmete sich 2000 in der Erfurter Predigerkirche dem Komponisten Johann Sebastian Bach und wurde von 38.500 Personen besichtigt.

- Die zweite Ausstellung zum Thema „Neu entdeckt - Land der Residenzen“ sahen 2004 im Residenzschloss Sondershausen 90.000 Besucher.

- Die dritte Ausstellung fand vom 7. Juli bis 19. November 2007 auf der Wartburg und in der Predigerkirche in Eisenach unter dem Titel „Elisabeth von Thüringen. Eine Europäische Heilige“ statt.

- Die vierte Ausstellung war 2011 im Schillermuseum und Residenzschloss Weimar unter dem Thema „Franz Liszt. Ein Europäer in Thüringen“.

- Die fünfte Ausstellung stand 2015 unter dem Thema „Cranach in Thüringen“. Sie fand an mehreren Orten statt: Erfurt, Gotha, Neustadt an der Orla, Weimar und auf der Wartburg.

- Die sechste Landesausstellung unter dem Titel „Die Ernestiner. Eine Dynastie prägt Europa“ fand vom 24. April bis zum 28. August 2016 in Weimar und Gotha statt. Veranstalter waren die Klassik Stiftung Weimar und die Stiftung Schloss Friedenstein Gotha. In Weimar fand die Ausstellung im Neuen Museum Weimar und im Stadtschloss Weimar statt, in Gotha wurde die Ausstellung im Schloss Friedenstein und im Herzoglichen Museum gezeigt.

- Die siebente Thüringer Landesausstellung unter dem Titel „freiheyt 1525 – 500 Jahre Bauernkrieg“ findet im Zeitraum vom 26. April bis 19. Oktober 2025 in Mühlhausen und Bad Frankenhausen statt. Sie beleuchtet die Ereignisse rund um den Deutschen Bauernkrieg und die damit verbundenen Umbrüche. In den einzelnen Ausstellungen werden neue Perspektiven auf die sozialen, politischen und kulturellen Entwicklungen dieser Zeit vermittelt.[1]